# 오사토역
오사토역(일본어: 大里駅)은 일본 아이치현 이나자와시에 위치한 나고야 철도 나고야 본선의 철도역이다. 역 번호는 NH 45이며, 상대식 승강장 2면 2선의 구조를 갖춘 지상역이다.

## 타는 곳
| 1 | ■ 나고야 본선 | 하행 | 고노미야 · 이치노미야 · 기후 방면       |
| 2 | ■ 나고야 본선 | 상행 | 스카구치 · 나고야 · 히가시오카자키 방면 |

## 이용 현황
- 2013년 기준 : 3,750명

## 역 주변
- 도카이도 신칸센 (역 남쪽을 통과함)
- JR 도카이 도카이도 본선 기요스역

## 인접 역
| 나고야 철도 나고야 본선      | 나고야 철도 나고야 본선         | 나고야 철도 나고야 본선          |
| ---------------------------- | ------------------------------- | -------------------------------- |
| NH 44 신키요스 도요하시 방면 | □ 쾌속 급행 · ■ 급행 · ■ 준특급 | 고노미야 NH 47 메이테쓰기후 방면 |
| NH 44 신키요스 도요하시 방면 | ■ 보통                          | 오쿠다 NH 46 메이테쓰기후 방면   |